# Henri Scharry
Henri Scharry (* 10. Dezember 1904 in Esch an der Alzette; † 4. Februar 1954 ebenda) war ein luxemburgischer Fußballtorhüter.

## Spielerkarriere
Scharry verbrachte seine gesamte Vereinskarriere in seiner Heimatstadt bei Jeunesse Esch.
Zwischen 1924 und 1928 bestritt Scharry neun Spiele für die Luxemburgische Fußballnationalmannschaft und wurde in das luxemburgische Aufgebot bei den  Olympischen Spielen 1928 in Amsterdam berufen. Hier kam er bei der 3:5-Niederlage gegen Belgien zum Einsatz.